# AirSial
Air Sial Limited (em urdu:  ایئر سیال‎) é uma companhia aérea paquistanesa com sede em Sialkot, Paquistão. O primeiro-ministro Imran Khan inaugurou a AirSial.

## História
O AirSial foi lançado pela Câmara de Comércio e Indústria de Sialkot para melhorar as viagens aéreas de e para a região de Sialkot, uma importante cidade industrial no estado de Punjab. A companhia aérea planeja inicialmente atender destinos domésticos no Paquistão a partir de seu hub operacional no Aeroporto Internacional de Jinnah, usando uma frota de aeronaves Airbus A320, e voar para outros aeroportos importantes dentro do Paquistão. A AirSial planeja expandir ainda mais para destinos no Oriente Médio em uma data posterior.

## Frota

### Frota atual
A frota da AirSial consiste nas seguintes aeronaves:
| Aeronaves       | Em Serviço | Ordens | Passageiros | Notas |
| --------------- | ---------- | ------ | ----------- | ----- |
| Airbus A320-200 | 3          | -      | 180         |       |

### Desenvolvimento da frota
A AirSial assinou inicialmente um acordo para arrendar três aeronaves Airbus A320-200 da AerCap.
Em uma entrevista ao PlaneSpottersPakistan, o presidente Fazal Jilani discutiu a possibilidade de introduzir aeronaves Airbus A330.

## Interior
Cada Airbus A320 é equipado com um layout básico 3x3 em uma configuração All Economy.

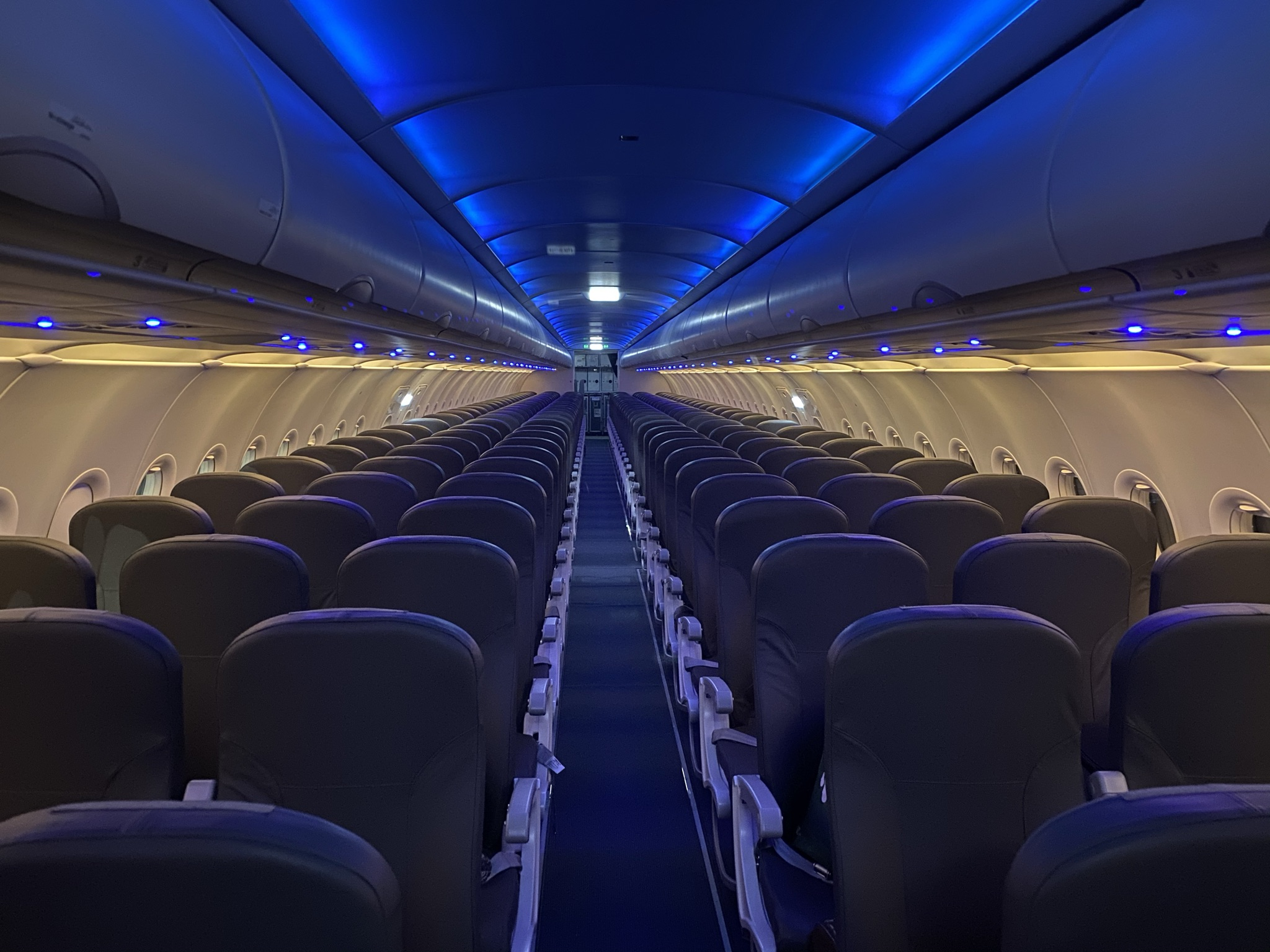
Airbus A320 da AirSial All Economy 3x3 Frente para Traseira

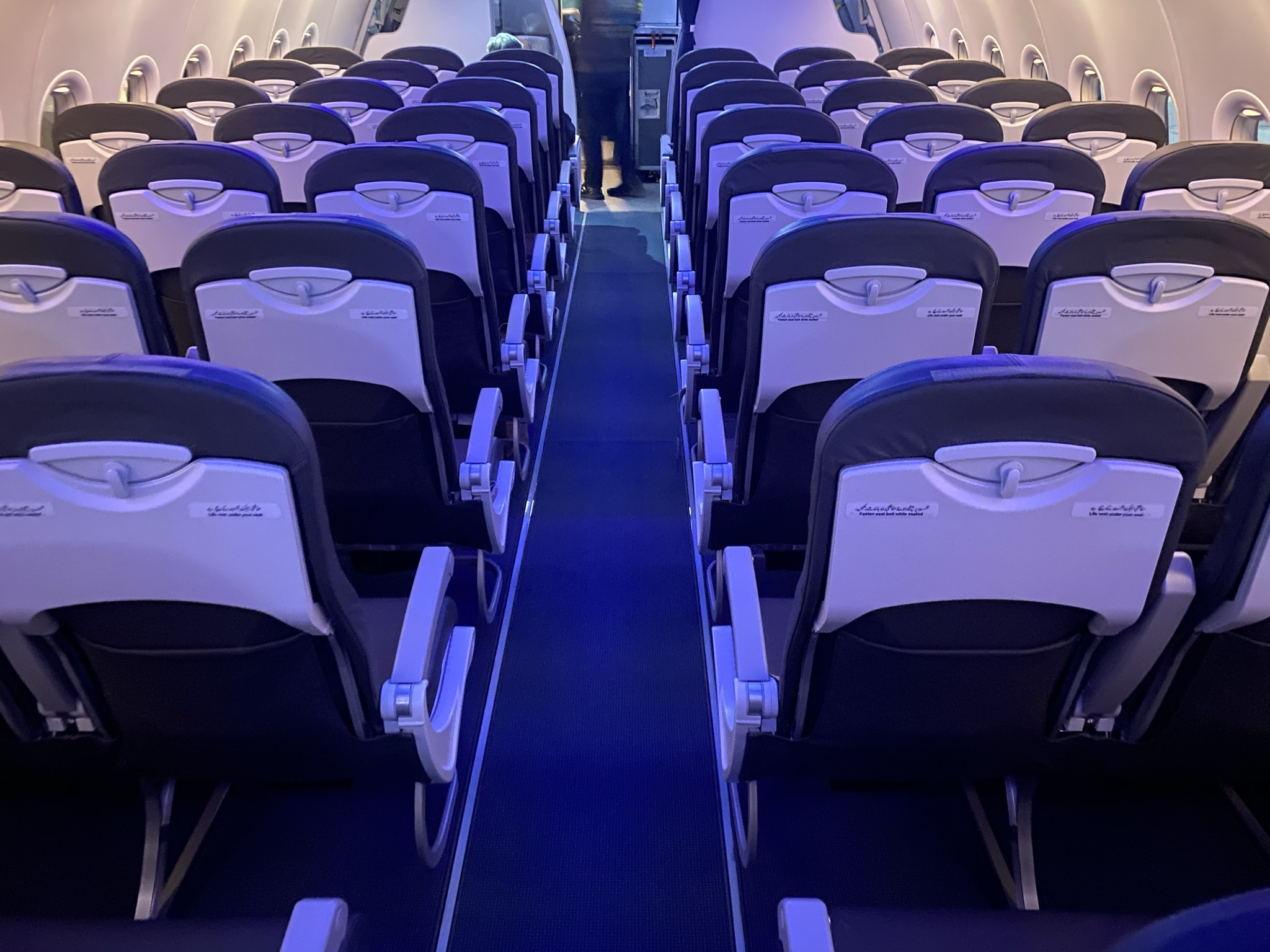
Airbus A320 da AirSial interior All Economy 3x3 Traseira à Frente (Sem IFE)